# مونتیژو، پرتغال
شهر مونتیژو (به پرتغالی: Montijo, Portugal) در مونتیژو مونیسیپالیتی در کشور پرتغال واقع شده‌است.
جمعیت این شهر ۳۰٬۴۸۶ نفر  است.
در تاریخ ۱۴ اوت ۱۹۸۵ به عنوان شهر شناخته شد.